# Eivere
Eivere – wieś w estońskiej gminie Paide w prowincji Järvamaa. Po raz pierwszy wzmiankowana w 1414 roku. W 2011 roku zamieszkana przez 52 osoby.
W Eivere urodził się w 1901 roku estoński językoznawca Elmar Muuk.

## Dwór
Dwór w Eivere po raz pierwszy wymieniany jest w 1552 roku. Obecny główny budynek pochodzi z roku 1912. Do roku 2000 służył jako dom opieki. Obecnie znajduje się w prywatnych rękach.